# Caradrina tolima
Caradrina tolima är en fjärilsart som beskrevs av J. Peter Maassen 1890. Caradrina tolima ingår i släktet Caradrina och familjen nattflyn. Inga underarter finns listade i Catalogue of Life.